# انرژی نقطه صفر

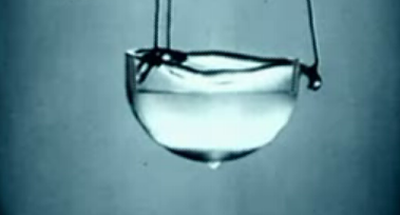
هلیوم مایع انرژی جنبشی اش را حفظ می‌کند و بدون توجه به دما به دلیل انرژی نقطه صفر یخ نمی‌زند. هنگامی که زیر نقطه لاندا آن سرد شود، خاصیت ابرشارگی از خود بروز می‌دهد

انرژی نقطه صفر (ZPE) (به انگلیسی: zero-point energy) کم‌ترین انرژی ممکنی است که یک سیستم مکانیکی کوانتومی می‌تواند داشته باشد. برخلاف مکانیک کلاسیک، سیستم‌های کوانتومی دائماً در کمترین حالت انرژی خود بر اساس اصل عدم قطعیت هایزنبرگ در نوسان هستند (مثالی که درپاراگراف بعدی در ادامه مقاله آمده را برای فهم رابطه بین اصل عدم قطعیت و انرژی نقطه صفر مطالعه کنید). مانند اتمها و مولکولها، فضای خالی خلاء نیز این خصوصیات را دارد و مثلاً ذراتی مرتباً در آن ایجاد شده و از بین می‌روند که به این پدیده نوسان کوانتومی می‌گویند. طبق نظریه میدان‌های کوانتومی، می‌توان جهان را نه به عنوان ذرات جدا از هم، بلکه به عنوان میدان‌هایی که لحظه ای از نوسان نمی‌ایستند تصور کرد: میدان‌های ماده، که کوآنتای آنها فرمیون‌ها هستند (به عنوان مثال لپتون‌ها و کوارک‌ها) و میدان‌های نیرو که کوآنتای آنها بوزون‌ها هستند (مانند فوتون‌ها و گلئون‌ها). تمام این میدان‌ها انرژی صفرنقطه دارند. این میدان‌های نوسان نقطه صفر منجر به نوعی بازگشت به مفهوم اتر در فیزیک می‌شوند مفهومی که پس از آزمایش مایکلسون و مورلی کنار گذاشته شده بود. برخی سیستم‌ها می‌توانند وجود این انرژی را حتی در خلأ تشخیص دهند. با این حال این اتر را نمی‌توان به عنوان یک محیط فیزیکی تصور کرد که در این صورت هیچ گونه تضادی با نظریه نسبیت خاص انیشتین نخواهد داشت.
برای مثال انرژی الکترون نمی‌تواند صفر شود، اما الکترون باید یک انرژی نقطه صفر داشته باشد. به‌مانند گاری غلتانی که روی یک ریل و میان یک دره واقع شده‌است. طبق فیزیک کلاسیک این گاری در نهایت از حرکت کاملاً بازمی‌ایستد و برای همیشه در پایین‌ترین نقطه دره (کمترین میزان انرژی) می‌ماند، مگر نیرویی بر آن وارد شود. اگر در مکانیک کوانتومی الکترون همان گاری فرض شود، طبق اصل عدم قطعیت نمی‌تواند کاملاً از حرکت بازایستد، در صورت توقف کامل، مکان و اندازه حرکت به صورت همزمان بدست می‌آید اما عدم قطعیت اجازهٔ چنین اتفاقی را نمی‌دهد. بر اساس مکانیک کوانتومی، الکترون در نزدیکی ته دره در جنب و جوش خواهد بود و هرگز آرام نخواهد گرفت. این حرکت همیشگی، جنبش نقطه صفر نام دارد. به این شکل، انرژی الکترون نیز نمی‌تواند صفر بشود، اما دارای انرژی کمینه‌ای است که به آن انرژی نقطه صفر می‌گویند.

تابش نقطه صفر به‌طور مداوم تکانه‌های تصادفی را بر روی یک الکترون اعمال می‌کند، به طوری که الکترون هرگز متوقف نمی‌شود. تابش صفر نقطه به نوسان انرژی معادل متوسط فرکانس نوسانات ضرب شده در نیمی از ثابت پلانک می‌دهد.

## مشاهدات تجربی

### اثر کاسیمیر
اثر کاسیمیر شرح می‌دهد که چگونه نوسانات کوانتومی، یک نیروی جذاب بین دو سطح جدا شده توسط یک خلأ ایجاد می‌کند.

### جابه‌جایی لمب
نوسانات کوانتومی میدان الکترومغناطیسی دارای پیامدهای فیزیکی مهمی است. علاوه بر اثر کاسیمیر، آنها همچنین منجر به تقسیم دو سطح انرژی (در اصطلاح نماد 2S1/2 و 2P1/2) اتم هیدروژن می‌شوند که توسط معادله دیراک قابل پیش‌بینی نیست، براساس آن این حالت‌ها باید انرژی یکسانی داشته باشند. ذرات باردار می‌تواند با نوسانات میدان خلاء کمی تعامل داشته باشد و منجر به تغییرات جزئی در انرژی شود، این اثر را جابه‌جایی لمب می‌نامند.

### ثابت ساختار ریز
ثابت ساختار ریز، ثابتی است که با الکترودینامیک کوانتومی (QED) کوپل است و قدرت برهمکنش بین الکترون‌ها و فوتون‌ها را تعیین می‌کند. به نظر می‌رسد که ثابت ساختار ریز به دلیل نوسانات انرژی نقطه صفر حاصل از میدان الکترون-پوزیترون، اصلاً ثابت نیست. نوسانات کوانتومی ناشی از انرژی نقطه صفر اثر پویش میدان الکتریکی را ناشی می‌شود: به دلیل تولید مجازی جفت الکترونی-پوزیترون، بار ذره ای که به دور از ذره اندازه گرفته می‌شود به مراتب کمتر از بار اندازه‌گیری شده در نزدیکی آن است.

### دوشکستگی خلأ
با حضور میدانهای الکترواستاتیک قوی پیش‌بینی می‌شود که ذرات مجازی از خلاء جدا شده و به ماده واقعی تبدیل شوند همچنین میدان‌های مغناطیسی قوی انرژی موجود در خلأ را تغییر می‌دهند. در این مرحله، خلاء دارای تمام خصوصیات یک محیط دوشکستگی است، بنابراین می‌توان چرخش در قطبش قاب (اثر فارادی) را در فضای خالی مشاهده کرد.

## گمانه زنی‌ها در سایر پدیده‌ها

### انرژی تاریک
در اواخر دهه ۱۹۹۰ کشف شد که ابرنواخترهای بسیار دور از آنچه که انتظار می‌رفت کم رنگ تر بودند که نشان می‌داد گسترش جهان به جای کند شدن سرعت می‌یابد. این مسئله و تعداد دیگری از مشاهدات منجر به ایجاد مفهومی به عنوان انرژی تاریک به عنوان منشأ انرژی این انبساط با سرعت افزاینده شد. این بحث مفهوم ثابت کیهان‌شناسی انیشتین را که مدتها توسط فیزیکدانان نادیده گرفته شده بود و آن را برابر صفر فرض کرده بودند احیا کرد. در حقیقت مشخص شد که مقدار آن کمی مثبت بوده‌است. این نشان می‌دهد فضای خالی نوعی فشار منفی یا انرژی اعمال می‌کند. هیچ کاندیدای طبیعی برای آنچه ممکن است انرژی تاریک باشد وجود ندارد فعلاً بهترین حدس انرژی نقطه صفر خلأ است.

### تورم کیهانی
تورم کیهانی گسترش سریع تر از نور فضا درست بعد از انفجار بزرگ است که منشأ ساختارهای بزرگ مقیاس کیهان را توضیح می‌دهد. اعتقاد بر این است که نوسانات خلاء کوانتومی ناشی از انرژی نقطه صفر که در دوره تورمی میکروسکوپی ظاهر شدند، بعداً به اندازه کیهانی بزرگتر شدند و به دانه‌های گرانشی برای کهکشان‌ها و ساختارهای موجود در جهان تبدیل شده‌اند (به شکل‌گیری و تکامل کهکشان‌ها و تشکیل ساختار مراجعه کنید).